# بیم‌سنجی
بیم‌سنجی که به آن آمار بیمه یا ریاضیات بیمه نیز گفته می‌شود، علمی است که به کاربرد علومی چون ریاضیات و آمار برای سنجش ریسک سرمایه‌گذاری‌های اقتصادی (مثلاً در بیمهٔ عمر، صندوق بازنشستگی و نظایر آن) می‌پردازد. می توان گفت بیم سنجی علم آمار و محاسبات ریاضی برای سنجش ریسک سرمایه گذاری های اقتصادی در یک شرکت بیمه است. در بیم سنجی از دیدگاه علمی دو بحث مطرح است:
1) بیم سنجی به توصیف داده های آماری بیمه می پردازد.
2) بیم سنجی علمی است که به محاسبه ریاضی و مقداری در بیمه عمر، بیمه درمان و ... در یک شرکت بیمه می پردازد.
بیم‌سنجی به‌ویژه در حوزهٔ بیمه کاربرد دارد؛ چراکه محاسبات بیمه بر اساس احتمالات و تصادف است و بیم‌سنجی می‌تواند در ارزیابی این احتمالات به‌صورت علمی کمک کند.